# Begonia anaimalaiensis
Begonia anaimalaiensis là một loài thực vật có hoa trong họ Thu hải đường. Loài này được Bedd. mô tả khoa học đầu tiên năm 1864.